# Lover of Sin
Lover of Sin es una banda de black metal y deathrock estadounidense; que contenía los miembros de Christian Death Maitri y Valor Kand. Además estaba compuesta por Akkadian Ea, Ishtar, Juan "Punchy" Gonzales y Nabu Cadnezza.
En 2003 la banda lanzó su álbum debut homónimo Lover of Sin, a través de Candlelight Records. A menudo fue confundido con un álbum de Christian Death.
En 2012 la banda dio a conocer un nuevo álbum titulado Horny Beast. El disco cuenta con los invitados especiales George Kollias, Karl Sanders, Destructhor, Elizabeth Schall y Ralph Santolla.